# Conrad Olsen
Conrad Olsen (* 6. Juli 1891 in Bergen; † 19. Oktober 1970 in Bærum) war ein norwegischer Ruderer.

## Biografie
Conrad Olsen gehörte bei den Olympischen Sommerspielen 1920 in Antwerpen zur norwegischen Besatzung, die in der Achter-Regatta startete. Nach einem Vorlaufsieg über das Boot aus der Tschechoslowakei, unterlag der norwegische Achter im Halbfinale dem der Briten, war dabei aber schneller als das französische Boot, das das andere Halbfinale gegen den US-Achter verlor. Deshalb erhielten die Norweger die Bronzemedaille hinter den US-Amerikanern und den Briten.